# Jake Collier
Rodney Jacob ”Jake” Collier, född 25 oktober 1988 i Saint Louis, är en amerikansk MMA-utövare som sedan 2014 tävlar i organisationen Ultimate Fighting Championship.